# Международный теннисный турнир в Сиднее 2014
Международный теннисный турнир в Сиднее 2014 года — ежегодный профессиональный теннисный турнир в серии ATP 250 для мужчин и премьер-серии для женщин. Соревнования в 122-й раз проводится на открытых хардовых кортах Олимпийского теннисного парка в Сиднее, Австралия. Турнир прошёл с 5 по 11 января.
Прошлогодние победители:
- в мужском одиночном разряде —  Бернард Томич
- в женском одиночном разряде —  Агнешка Радваньская
- в мужском парном разряде —  Боб Брайан и  Майк Брайан
- в женском парном разряде —  Надежда Петрова и  Катарина Среботник

## Соревнования

### Одиночные турниры

#### Мужчины
Хуан Мартин дель Потро обыграл  Бернарда Томича со счётом 6-3, 6-1.
- дель Потро выигрывает 1-й титул в сезоне и 18-й за карьеру в основном туре ассоциации.
- Томич второй год подряд играет в финале сиднейского турнира.

#### Женщины
Цветана Пиронкова обыграла  Анжелику Кербер со счётом 6-4, 6-4.
- Представительница Болгарии побеждает на соревновании ассоциации впервые с 2003 года.

### Парные турниры

#### Мужчины
Даниэль Нестор /  Ненад Зимонич обыграли  Рохана Бопанну /  Айсама-уль-Хака Куреши со счётом 7-63, 7-63.
- Нестор выигрывает 2-й титул в сезоне и 83-й за карьеру в основном туре ассоциации.
- Зимонич выигрывает 1-й титул в сезоне и 50-й за карьеру в основном туре ассоциации.

#### Женщины
Тимея Бабош /  Луция Шафаржова обыграли  Сару Эррани /  Роберту Винчи со счётом 7-5, 3-6, [10-7].
- Бабош выигрывает 1-й титул в сезоне и 7-й за карьеру в туре ассоциации.
- Шафаржова выигрывает 1-й титул в сезоне и 4-й за карьеру в туре ассоциации.